# BCヨナヴァ
BCヨナヴァ（英: BC Jonava）は、リトアニア・ヨナヴァを本拠地とするプロバスケットボールクラブである。リトアニア国内1部リーグのリトアニア・バスケットボール・リーグ (LKL) に所属している。現在の正式名称は、スポンサー名を冠したヨナヴァ - CBet（リトアニア語: Jonavos CBet）である。

## 歴史
1999年に創設されたのち、長らくリトアニア国内2部の全国バスケットボール・リーグ (NKL) に所属していた。2016年、ヨナヴァ地区自治体長のミンダウガス・シンケヴィチュスがリトアニア・バスケットボール・リーグ (LKL) の会長と面会し、LKL所属クラブとしての予算の必要性やヨナヴァ・スポーツ・アリーナ建設などについて話し合った。2020–21シーズンより、LKL加盟に向けたクラブ運営が行われ、元LKL選手らと契約を結ぶ一方、長年プリエナイで指揮を執っていたヴィルギニユス・シェシュクスをHCとして迎え入れた。その結果、ヨナヴァはNKLで優勝を果たし、LKLライセンスを取得した。
2023年には、ミンダウガス王杯準々決勝でネプトゥーナスを破り、ファイナルフォーに進出。さらに準決勝で名門BCリータスを下し、決勝にまで進出した。決勝ではBCジャルギリスに敗れるも、クラブ史上初となる準優勝の快挙をおさめた。

## チーム名の変遷
- 1999–2006年 - ヨナヴァ・スポーツ・クラブ (Jonavos sporto klubas)
- 2006–2008年 - ヨナヴァSK - Dextera (Jonavos SK-„Dextera“)
- 2008–2009年 - ヨナヴァSK - Malsta (Jonavos SK-„Malsta“)
- 2009–2013年 - ヨナヴァSK - Triobet (Jonavos SK-„Triobet“)
- 2013–2015年 - ヨナヴァSK - Petrochema (Jonavos SK-„Petrochema“)
- 2015–2016年 - ヨナヴァSK - Petrochema-Dextera (Jonavos SK-„Petrochema-Dextera“)
- 2016–2018年 - ヨナヴァ・スポーツ・クラブ (Jonavos sporto klubas)
- 2018–2019年 - Sintek - ヨナヴァ (Jonavos „Sintek-Jonava“)
- 2019–2020年 - BCヨナヴァ (Jonavos „BC Jonava“)
- 2020年–  - ヨナヴァ - CBet (Jonavos „CBet“)

## 各シーズンの成績
| シーズン | 国内         | 国内 | 国内       | LKF杯／ミン ダウガス王杯 | 欧州            | 欧州     |
| シーズン | リーグ       | RS   | PS         | LKF杯／ミン ダウガス王杯 | リーグ          | 順位     |
| -------- | ------------ | ---- | ---------- | ------------------------ | --------------- | -------- |
| 2001–02  | LKAL（2部）  | 10位 | 進出ならず |                          | –               | –        |
| 2002–03  | LKAL（2部）  | 8位  | ベスト8    |                          | –               | –        |
| 2003–04  | LKAL（2部）  | 3位  | 3位        |                          | –               | –        |
| 2004–05  | LKAL（2部）  | 5位  | 準優勝     |                          | –               | –        |
| 2005–06  | NKL-B（2部） | 4位  | ベスト8    |                          | –               | –        |
| 2006–07  | NKL-B（2部） | 5位  | 準優勝     |                          | –               | –        |
| 2007–08  | NKL（2部）   | 6位  | 3位        |                          | –               | –        |
| 2008–09  | NKL（2部）   | 9位  | ベスト16   |                          | –               | –        |
| 2009–10  | NKL（2部）   | 8位  | 準優勝     |                          | –               | –        |
| 2010–11  | NKL（2部）   | 9位  | ベスト8    |                          | –               | –        |
| 2011–12  | NKL（2部）   | 8位  | ベスト16   |                          | –               | –        |
| 2012–13  | NKL（2部）   | 5位  | 4位        |                          | –               | –        |
| 2013–14  | NKL（2部）   | 5位  | ベスト8    |                          | –               | –        |
| 2014–15  | NKL（2部）   | 7位  | ベスト8    |                          | –               | –        |
| 2015–16  | NKL（2部）   | 10位 | 4位        |                          | –               | –        |
| 2016–17  | NKL（2部）   | 14位 | 進出ならず |                          | –               | –        |
| 2017–18  | NKL（2部）   | 9位  | ベスト8    |                          | –               | –        |
| 2018–19  | NKL（2部）   | 12位 | ベスト8    |                          | –               | –        |
| 2019–20  | NKL（2部）   | 13位 | 13位       |                          | –               | –        |
| 2020–21  | NKL（2部）   | 1位  | 優勝       | 第1ラウンド敗退          | –               | –        |
| 2021–22  | LKL（1部）   | 4位  | ベスト8    | 準々決勝敗退             | –               | –        |
| 2022–23  | LKL（1部）   | 6位  | 4位        | 準優勝                   | FEC（FIBA-2部） | 予選敗退 |
| 2023–24  | LKL（1部）   | 7位  | ベスト8    | 準々決勝敗退             | BCL（FIBA-1部） | 予選敗退 |
| 2024–25  | LKL（1部）   | 5位  | 4位        | 準々決勝敗退             |                 |          |

## 歴代ヘッドコーチ
- –2016 -  ケストゥティス・ナルシェヴィチュス（リトアニア語版）
- 2016–18 -  ネリユス・ザバラウスカス（リトアニア語版）
- 2018–19 -  リマンタス・グリガス（リトアニア語版）
- 2020–24 -  ヴィルギニユス・シェシュクス（リトアニア語版）
- 2024– -  マンタス・シェルニュス（リトアニア語版）